# براد كينيدي
براد كينيدي (بالإنجليزية: Brad Kennedy)‏ هو لاعب غولف أسترالي، ولد في 18 يونيو 1974 في سيدني في أستراليا.

## وصلات خارجية
- براد كينيدي على موقع رابطة أوروبا للاعبي الغولف المحترفين (الإنجليزية)
- براد كينيدي على موقع رابطة اليابان للاعبي الغولف المحترفين (الإنجليزية)
- براد كينيدي على موقع التصنيف العالمي الرسمي للغولف (الإنجليزية)